# Laternaria philippina
Laternaria philippina är en insektsart som först beskrevs av Stsl 1870.  Laternaria philippina ingår i släktet Laternaria och familjen lyktstritar. Inga underarter finns listade i Catalogue of Life.